# Edle Ranfeldt
Edle Ranfeldt er en tidligere dansk atlet. Hun var medlem af Københavns IF.

## Danske mesterskaber
- Sølv 1946 80 meter hæk